# Alexanderstraße 31 (Darmstadt)
Das Haus Alexanderstraße 31 (ehemals: Ballonplatz 6) ist ein Bauwerk in Darmstadt.

## Geschichte und Beschreibung
Das Haus Alexanderstraße 31 wurde um das Jahr 1590 erbaut.
Im Zweiten Weltkrieg ist das Gebäude ausgebrannt.
Typische Details sind:
- drei Fensterachsen
- schlichter Renaissance-Giebel
- Torüberbauung
- Mansarddach aus dem 19. Jahrhundert
- biberschwanzgedecktes Dach

## Denkmalschutz
Das Haus Alexanderstraße 31 ist ein typisches Beispiel für den Renaissancebaustil in Darmstadt.
Das Gebäude – aus der ersten Alte-Vorstadt-Bauphase – wurde nach dem Krieg weitgehend originalgetreu wiederaufgebaut.
Nur das Erdgeschoss wurde verändert.
Aus architektonischen und stadtgeschichtlichen Gründen gilt das Gebäude als Kulturdenkmal.